# Richard Artschwager

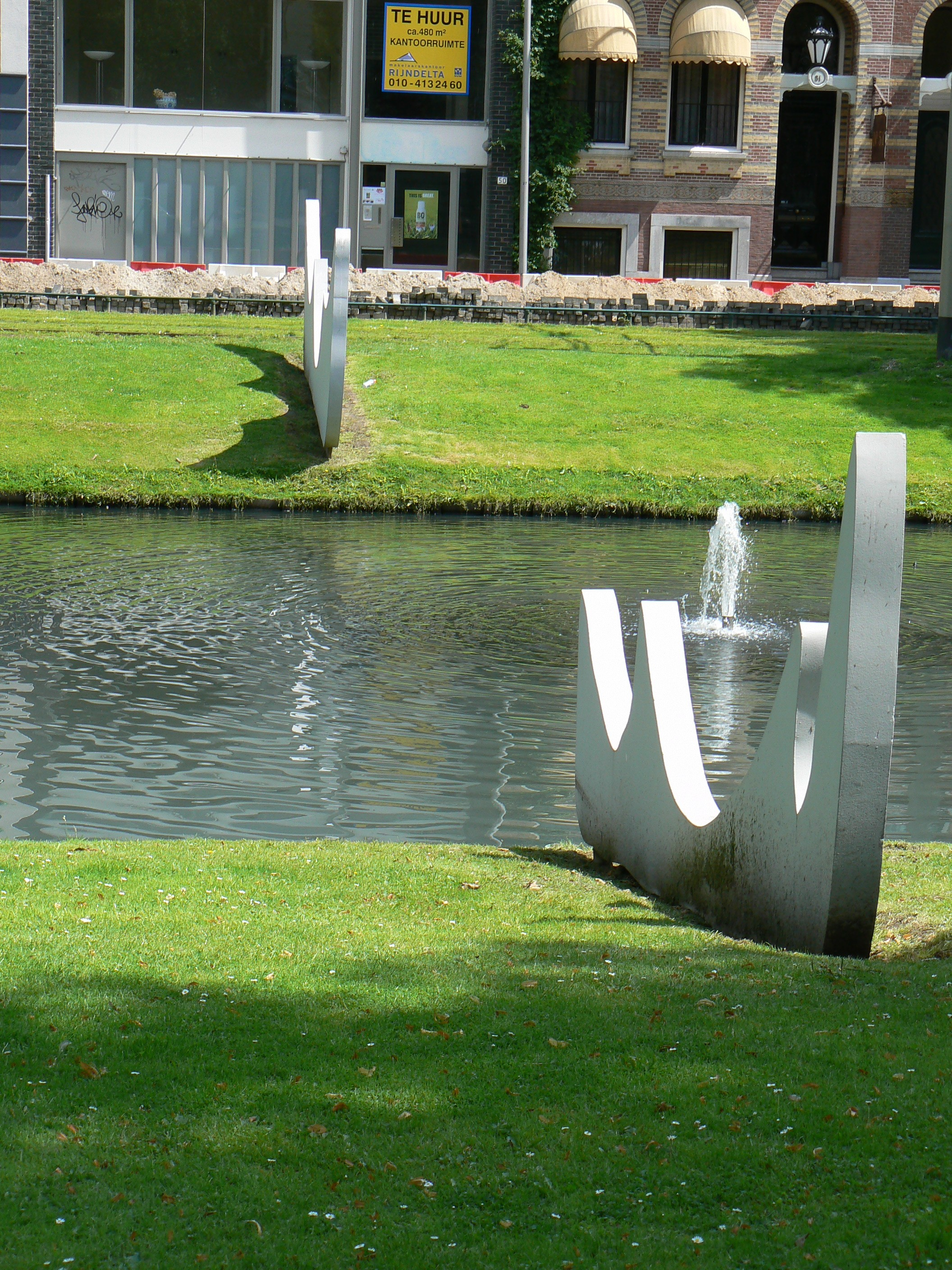
Untitled i Rotterdam

Richard Artschwager, född 26 december 1923 i Washington, D.C., död 9 februari 2013 i Albany, New York, var en amerikansk målare och skulptör, framförallt förknippad med popkonsten. 

## Fotogalleri

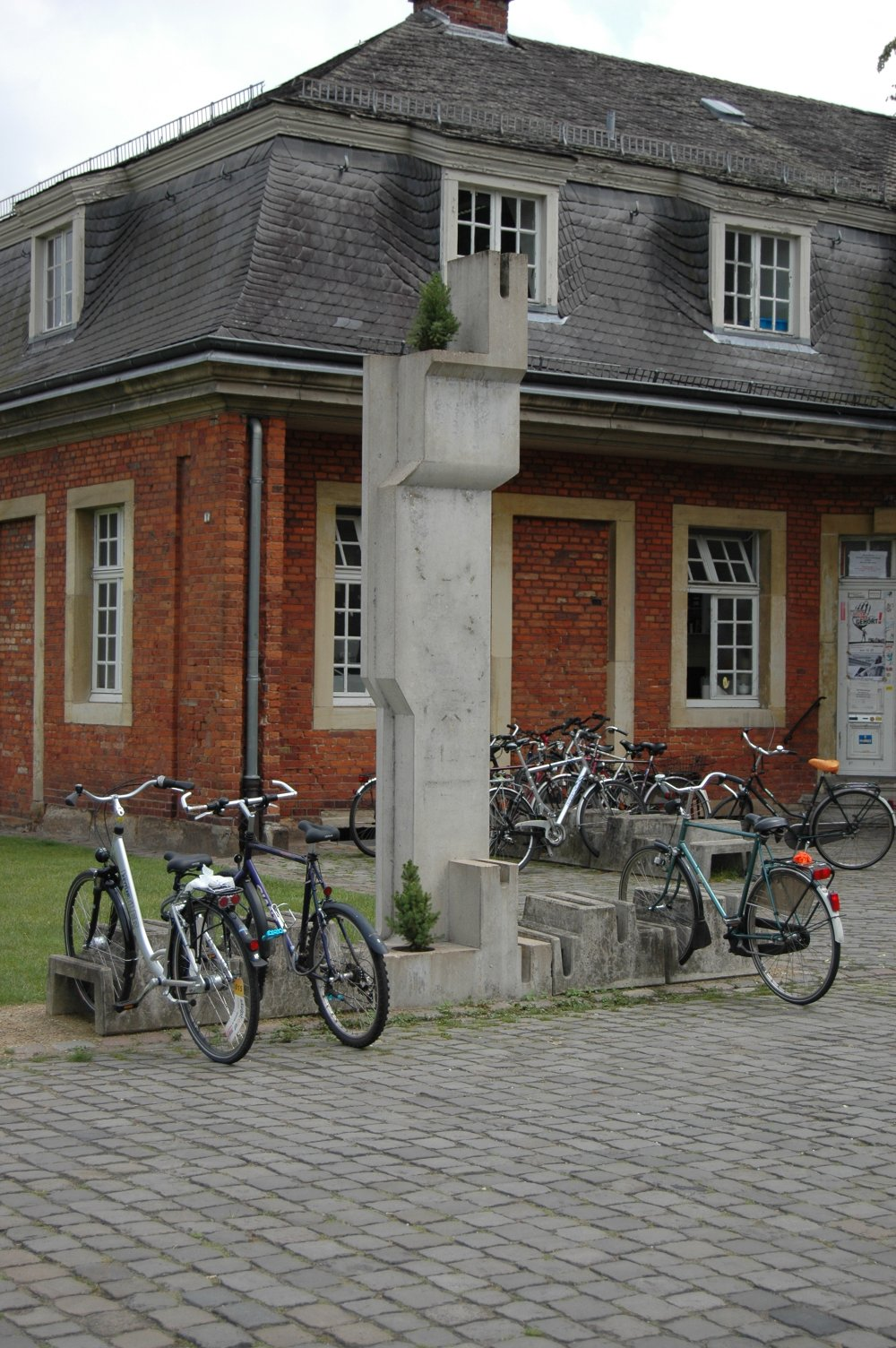
Untitled Monument B i Münster, 1987
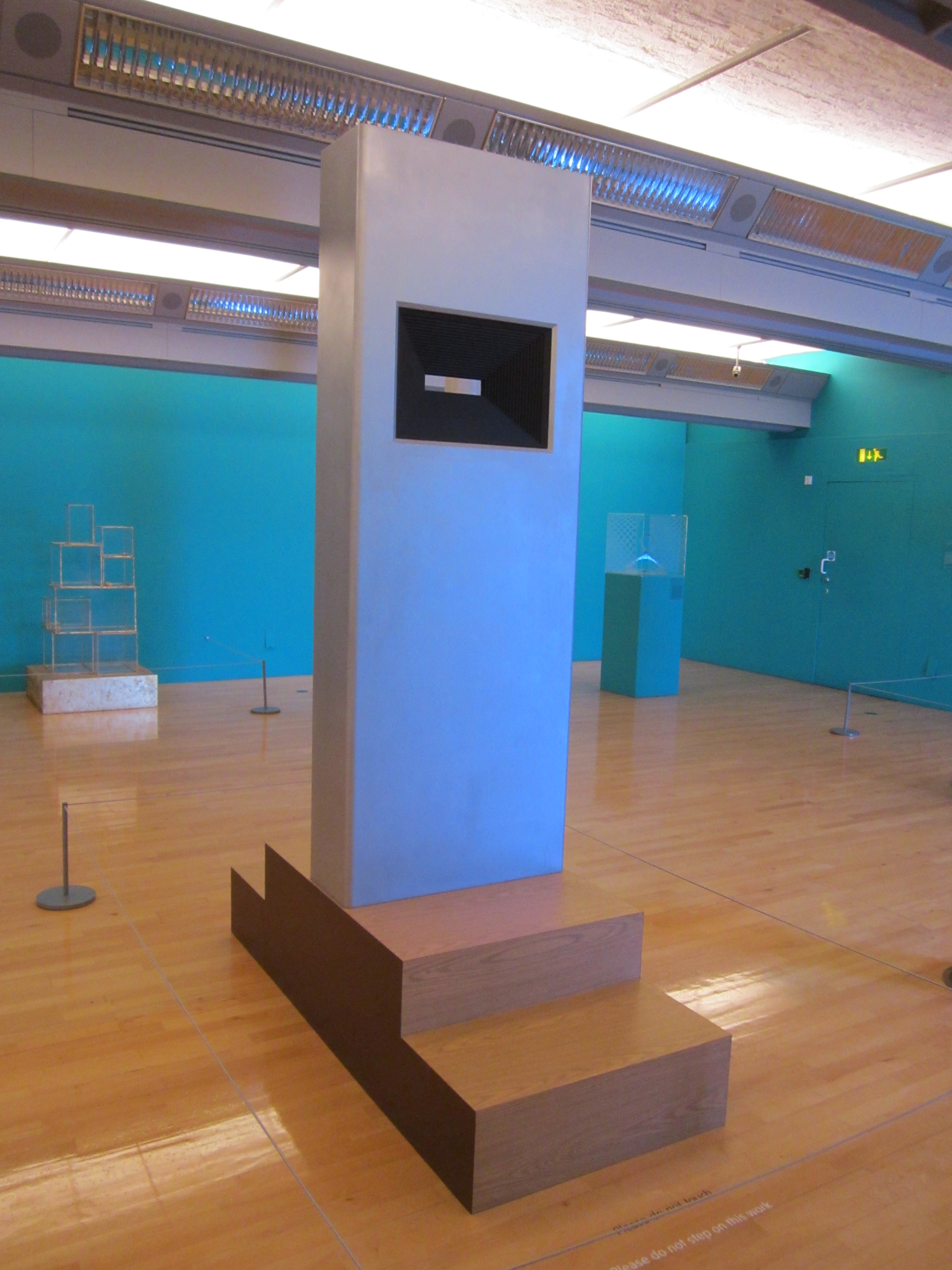
Tower II vid Tate Liverpool